# Gobiosoma
Gobiosoma – rodzaj ryb z rodziny babkowatych.

## Klasyfikacja
Gatunki zaliczane do tego rodzaju:
| - Gobiosoma bosc - Gobiosoma chiquita - Gobiosoma ginsburgi - Gobiosoma grosvenori - Gobiosoma hemigymnum - Gobiosoma hildebrandi - Gobiosoma homochroma - Gobiosoma longipala | - Gobiosoma nudum - Gobiosoma paradoxum - Gobiosoma parri - Gobiosoma robustum - Gobiosoma schultzi - Gobiosoma spes - Gobiosoma spilotum - Gobiosoma yucatanum |